# Samuel E. Pingree
Samuel Everett Pingree, född 2 augusti 1832 i Salisbury, New Hampshire, död 1 juni 1922 i Hartford, Vermont, var en amerikansk republikansk politiker. Han var guvernör i delstaten Vermont 1884–1886.
Pingree utexaminerades 1857 från Dartmouth College och studerade sedan juridik i Vermont; sin advokatpraktik öppnade han 1859 i Windsor County. Han deltog i amerikanska inbördeskriget i nordstatsarmén och sårades svårt den 16 april 1862 vid Lee's Mill. För sin stridsinsats den dagen belönades han år 1891 med Medal of Honor.
Pingree var viceguvernör i Vermont 1882–1884. Han efterträdde 1884 John L. Barstow som guvernör och efterträddes 1886 av Ebenezer J. Ormsbee.
Pingree avled 1922 och gravsattes på Hartford Point Cemetery i Windsor County.